# David Palmer
David Palmer é uma personagem na série de televisão 24 Horas interpretada por Dennis Haysbert. A ex-mulher de Palmer, Sherry, e seu irmão Wayne foram duas importantes figuras em sua administração. Ele teve um filho, Keith, e uma filha, Nicole.

## O personagem
David Palmer era um Senador dos Estados Unidos em Maryland que concorreu à Presidência. Ele foi eleito após ter sofrido uma tentativa de assassinato que foi frustrada por Jack Bauer. Embora sempre tenha sido muito correto, ele acabou tendo que se curvar, depois que o candidato adversário descobriu que David mentiu para um chefe de polícia, visando proteger sua ex-mulher, Sherry Palmer, que estava sob suspeita de envolvimento na morte de um homem.
Ao longo da série, o papel de Palmer como o presidente é frequentemente vital ao anular planos terroristas. Palmer é visto como um líder bom que toma decisões difíceis sem muita hesitação. Em várias ocasiões, sua intervenção através do uso dos poderes presidenciais ajudara a CTU (Unidade Anti-Terrorismo).

### Primeira temporada
David Palmer teve muitas dificuldades durante sua vida política. Na primeira temporada, Palmer era o candidato principal para a nomeação para Presidente dos Estados Unidos. Sua vida foi ameaçada ao longo do Dia Um. A vida política dele foi ameaçada em outras frentes. Seu filho, Keith, era tido como um dos principais suspeitos do assassinato do homem que violentou sua filha. Palmer fez uma investigação, mas percebeu que dizer a verdade seria melhor do que tentar cobrir a situação com mentiras, e ficou do lado de seu filho. Entretanto, ele descobriu que sua esposa, Sherry, estava tentando manipulá-lo, tanto nesse escândalo envolvendo seu filho, e em outro que Sherry tentou criar. David ficou furioso com Sherry, e divorciou-se dela.
David Palmer também confrontou pessoalmente Jack Bauer no decorrer dos eventos das primeiras 10 horas da série. Ele foi prático, exigindo uma conversa privada e não-gravada com Bauer. Palmer, acreditando que Bauer queria se vingar pela morte de sua equipe em uma missão, começou exigindo que Jack lhe falasse sobre as outras pessoas que estariam envolvidos na ameaça à sua vida. Jack disse que estava tentando proteger a vida de Palmer e acabou convencendo-o. Jack tinha liderado uma operação secreta, que custou a vida de sua equipe, mas Jack não sabia que foi o Senador Palmer quem autorizou a missão. Jack tinha carregado a culpa pela perda de seu time para sua vida pessoal, o que acabou resultando na sua separação de sua esposa e um caso com Nina Myers (que terminou, antes do Dia Um). Senador Palmer, com isso percebeu que Jack tinha passado por um dia ruim. E autorizou Jack a continuar trabalhando no Dia 1.

## Recepção
Uma pesquisa de Blockbuster nomeou Palmer como o Presidente Favorito na ficção, pelo entrevistados. Os visitantes da TV.com também o nomearam o presidente da TV que eles mais gostariam de ver no Salão Oval.
Os eruditos, e de fato o próprio Dennis Haysbert, afirmaram que o retrato de David Palmer por Haysbert permitiu que os espectadores se sentissem mais à vontade com a ideia de um presidente afro-americano e, consequentemente, podem ter ajudado a campanha política de Obama, que foi eleito o 44º Presidente em 4 de novembro de 2008. Comentaristas chamaram essa influência de "efeito Palmer", em contraste com o efeito Bradley.